# 헌제 탈출전
헌제 탈출전은 195년 동쪽으로 가려는 후한 황제 헌제와 이를 호송하는 양봉, 한섬, 외척 동승, 이락이 이끄는 흑산적 도적 등이 이각과 곽사, 장제의 끈질긴 추격에서 벗어난 전투로 이후 조조가 황제를 끼고 천하의 중심에 서게 되는 단초가 되었다.

## 배경
당시 후한 황제 헌제는 192년 동탁이 죽은 뒤 이각, 곽사, 장제, 번조 등 동탁의 4잔당이 반란을 일으켜 사도 왕윤을 죽이고 권력을 장악하고 있었다. 이때 번조가 마등과 한수와의 전투 과정에서 이각에게 살해당하고 장제가 떠나면서 이각과 곽사가 권력을 장악했다.
그러나 이각과 곽사는 곧 사이가 벌어지고 양표의 계책으로 이각과 곽사는 장안성 일대에서 싸움을 벌였다. 하지만 이각의 조카 이섬이 궁궐을 포위한 뒤 이각은 헌제를 붙잡아 미오로 옮기고 곽사는 궁궐을 불태우고 대신들을 붙잡는다.
이에 이각의 부하 양봉과 송과가 이각을 죽이려 하지만 이내 발각되어 송과는 죽고 양봉은 도망가 반란을 일으킨다.

## 전투 과정
이에 섬서에 있던 장제가 대군을 이끌고 장안으로 와 이각과 곽사를 강제로 화해시킨다. 헌제는 장제의 청으로 낙양 근처 홍농으로 이동하지만 이동 과정에서 곽사의 습격을 받는다. 하지만 다행히 양봉의 반란군이 헌제를 구하고 양봉의 부하 서황이 곽사의 부하 최용을 벤다.
곽사는 후퇴하여 회음에서는 영집장군 단외가 헌제를 도와주고 다음날 곽사는 다시 헌제를 공격하지만 황제의 외척 동승과 양정의 구원으로 다시 퇴각한다. 이에 이각과 곽사는 다시 힘을 합쳐 헌제를 공격하고 헌제는 황하를 건너던 중 신하 사손서를 잃는다.
헌제는 흑산적 도적 무리에게 도움을 요청하고 흑산적 도적의 대장 이락과 한섬, 호재 등은 이각과 곽사를 무찌르고 한섬은 양봉과 합류한다.
안읍현에 머물던 헌제는 다시 낙양으로 떠나고 결국 이락은 배반하여 헌제를 공격하지만 서황에게 목이 베이고 만다. 행군교위 상홍, 하내 태수 장양, 하동 태수 왕읍 등의 도움을 받으며 낙양에 도착한 헌제는 연호를 건안으로 고치고 조조에게 구원을 요청한다.
한편 단외가 다스리던 화음에 주둔하던 양정은 단외와 다투다가 이각과 곽사의 공격으로 패해 형주로 피신하고 헌제는 조조가 있는 산동으로 떠나 조조의 부하 하후돈, 허저, 전위, 조홍, 악진, 이전과 군사 5만 명의 호위를 받으며 이각과 곽사의 일당 1만 명을 무찌르며, 조조를 만나 낙양에 도착한다.
조조는 20만 대군을 이끌고 이각, 곽사와 전면전을 벌여 대승을 거두고 조조의 부하 허저가 이각의 조카 이리와 이섬을 죽인다. 그리고 이각 밑에 있던 모사 가후는 장제에게로 가고 장제가 죽자 조카 장수의 모사가 된다.

## 결과 및 영향
조조는 낙양 전투의 대승으로 황제를 끼고 천하의 중심에 서게 되고 이각과 곽사는 198년 산적들에게 살해당했다. 조조는 이후에 양봉과 한섬도 무찌르고, 도읍을 허도로 옮겼다.